# Сосајити Хил (Њу Џерзи)
Сосајити Хил (енгл. Society Hill) насељено је место без административног статуса у америчкој савезној држави Њу Џерзи.

## Демографија
По попису из 2010. године број становника је 3.829, што је 25 (0,7%) становника више него 2000. године.
| Група             | 2000.         | 2010.         |
| Белци             | 1.622 (42,6%) | 1.194 (31,2%) |
| Афроамериканци    | 607 (16,0%)   | 596 (15,6%)   |
| Азијати           | 1.296 (34,1%) | 1.709 (44,6%) |
| Хиспаноамериканци | 192 (5,0%)    | 273 (7,1%)    |
| Укупно            | 3.804         | 3.829         |